# Stian Eckhoff
Stian Eckhoff, född den 3 september 1979 i Trondheim, är en norsk skidskytt.
Eckhoff har tävlat i skidskytte sedan 1990 och har i sin karriär (till och med december 2007) två segrar i världscupen båda vid sprinttävlingar. Den bästa säsongen för Eckhoff var 2004/2005, då han slutade tia i den totala världscupen.
Eckhoff deltog i OS 2006 där hans bästa resultat var en femte plats i stafetten. Vid VM 2005 var Eckhoff med i det norska lag som vann stafetten.
Hans syster Tiril Eckhoff är också skidskytt.